# Christoph Böhringer

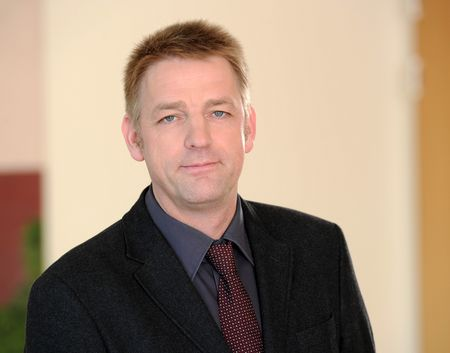
Christoph Böhringer

Christoph Böhringer (* 9. Mai 1965) ist ein deutscher Wirtschaftswissenschaftler und Hochschullehrer. Er ist seit 2007 Professor für Wirtschaftspolitik an der Carl-von-Ossietzky-Universität Oldenburg. Christoph Böhringer gehört zu den einflussreichsten Ökonomen in der Forschung und ist ein weltweit führender Experte in der angewandten allgemeinen Gleichgewichtsmodellierung. Böhringer war von 2012 bis 2020 Mitglied der Expertenkommission Forschung und Innovation (EFI).

## Wissenschaftliche Laufbahn
Nach dem Studium des Wirtschaftsingenieurwesens an der TU Karlsruhe promovierte er 1995 an der Universität Stuttgart zum Dr. rer. pol. und übernahm dort die Leitung der Fachgruppe „Energiewirtschaftliche Analysen“ am Institut für Energiewirtschaft und Rationelle Energieanwendung (IER). Von 1999 bis 2007 leitete er den Forschungsbereich „Umwelt- und Klimaökonomik“ am Leibniz-Zentrum für Europäische Wirtschaftsforschung (ZEW) in Mannheim. Im Jahr 2002 habilitierte er sich an der Universität Regensburg und wurde 2004 Professor für Volkswirtschaftslehre an der Universität Heidelberg. Anfang 2007 wechselte er von Heidelberg nach Oldenburg, wo er den Lehrstuhl für Wirtschaftspolitik innehat. Er ist Research Associate des Zentrums für Europäische Wirtschaftsforschung (ZEW), Research Affiliate am Centre for Energy Policy and Economics (CEPE, ETH Zürich) und Research Network Fellow am Center for Economic Studies (CESifo, München).

## Forschung
Seine Forschungsaktivitäten konzentrieren sich auf die ökonomische Folgenabschätzung von Regulierungen, insbesondere im Bereich der Umwelt-, Energie- und Klimapolitik. Er ist ein weltweit führender Experte in der angewandten allgemeinen Gleichgewichtsmodellierung, einer leistungsfähigen Forschungsmethode zur Quantifizierung der gesamtwirtschaftlichen Auswirkungen politischer Eingriffe. Seine wissenschaftlichen Erkenntnisse sind in mehr als 100 von Experten begutachteten Artikeln in international renommierten Fachzeitschriften veröffentlicht worden. Er berät Regierungen und akademische Think Tanks auf der ganzen Welt bei der Gestaltung von Regulierungsmaßnahmen in den Bereichen Energie, Klima und Handel.
In Kooperation mit 16 weiteren Expertengruppen von internationalen Forschungseinrichtungen arbeitete Böhringer als Mitglied des Lenkungsausschusses wesentlich an der 36. internationalen Studie des Energy Modeling Forums (EMF) mit. Das Energy Modeling Forum ist eine 1976 durch die Stanford University gegründete, international renommierte Experten-Plattform, die sich mit wichtigen Energie- und Umweltfragen beschäftigt und Handlungsempfehlungen für die Wirtschaftspolitik formuliert. Bereits in den Jahren 2009 und 2012 wirkte er bei der 22. und 29. Studie des Energy Modeling Forums mit.

## Ämter
2009 wurde Böhringer von der Deutschen Forschungsgemeinschaft in das Nationale Komitee für Global Change-Forschung (NKGCF) berufen. 2012 und erneut 2016 wurde er durch das Bundeskabinett auf Vorschlag der Bundesforschungsministerin als Experte in die Expertenkommission Forschung und Innovation (EFI) berufen.

## Auszeichnungen
- „Award for Outstanding Publication“ 2022 in der Fachzeitschrift „Journal Environmental and Resource Economics“ (ERE)[16]
- „The Campbell Watkins Energy Journal Best Paper Award“ 2014 der Fachzeitschrift „The Energy Journal“[17]

## Ausgewählte Publikationen
- C. Böhringer, S. Peterson, J. P. Weyant: Introduction to the Special Issue “EMF 36: Carbon pricing after Paris (CarPri)”. In: Energy Economics. Band 112, 2022, S. 106139. doi:10.1016/j.eneco.2022.106139
- C. Böhringer, C. Fischer, K. E. Rosendahl, T. F. Rutherford: Potential impacts and challenges of border carbon adjustments. In: Nature Climate Change. Band 12, 2022, S. 22–29. doi:10.1038/s41558-021-01250-z
- C. Böhringer, S. Peterson, T. F. Rutherford, J. Schneider, M. Winkler: Climate policies after Paris: Pledge, Trade and Recycle: Insights from the 36th Energy Modeling Forum Study (EMF36). In: Energy Economics. Band 103, 2021, S. 105471. doi:10.1016/j.eneco.2021.105471
- C. Böhringer, J. Schneider, E. Asane-Otoo: Trade in Carbon and Carbon Tariffs. In: Environmental and Resource Economics. Band 78, 2021, S. 669–708. doi:10.1007/s10640-021-00548-y
- C. Böhringer, J. C. Carbone, T. F. Rutherford: Embodied Carbon Tariffs. In: The Scandinavian Journal of Economics. Band 120, Nr. 1, 2018, S. 183–210. doi:10.1111/sjoe.12211
- C. Böhringer, K. E. Rosendahl, H. B. Storrøsten: Robust policies to mitigate carbon leakage. In: Journal of Public Economics. Band 149, 2017, S. 35–46. doi:10.1016/j.jpubeco.2017.03.006
- C. Böhringer, A. Keller, M. Bortolamedi, A. Rahmeier Seyffarth: Good things do not always come in threes: On the excess cost of overlapping regulation in EU climate policy. In: Energy Policy. Band 94, 2016, S. 502–508. doi:10.1016/j.enpol.2015.12.034
- C. Böhringer, J. C. Carbone, T. F. Rutherford: The Strategic Value of Carbon Tariffs. In: American Economic Journal: Economic Policy. Band 8, Nr. 1, 2016, S. 28–51. doi:10.1257/pol.20130327
- C. Böhringer, A. Keller, E. van der Werf: Are green hopes too rosy? Employment and welfare impacts of renewable energy promotion. In: Energy Economics. Band 36, 2013, S. 277–285. doi:10.1016/j.eneco.2012.08.029
- C. Böhringer, K. E. Rosendahl, J. Schneider: Unilateral Climate Policy: Can OPEC Resolve the Leakage Problem? In: The Energy Journal. Band 35, Nr. 4, 2014, S. 79–100. doi:10.5547/01956574.35.4.4
- C. Böhringer, J. C. Carbone, T. F. Rutherford: Unilateral climate policy design: Efficiency and equity implications of alternative instruments to reduce carbon leakage. In: Energy Economics. Band 34, 2012, S. S208–S217. doi:10.1016/j.eneco.2012.09.011
- C. Böhringer, E. J. Balistreri, T. F. Rutherford: The role of border carbon adjustment in unilateral climate policy: Overview of an Energy Modeling Forum study (EMF 29). In: Energy Economics. Band 34, 2012, S. S97–S110. doi:10.1016/j.eneco.2012.10.003
- C. Böhringer, T. F. Rutherford, R. S. J. Tol: THE EU 20/20/2020 targets: An overview of the EMF22 assessment. In: Energy Economics. Band 31, 2009, S. S268–S273. doi:10.1016/j.eneco.2009.10.010
- C. Böhringer, T. F. Rutherford: Integrated assessment of energy policies: Decomposing top-down and bottom-up. In: Journal of Economic Dynamics and Control. Band 33, Nr. 9, 2009, S. 1648–1661. doi:10.1016/j.jedc.2008.12.007
- C. Böhringer, T. F. Rutherford: Combining bottom-up and top-down. In: Energy Economics. Band 30, Nr. 2, 2008, S. 574–596. doi:10.1016/j.eneco.2007.03.004
- C. Böhringer, P. E. P. Jochem: Measuring the immeasurable - A survey of sustainability indices. In: Ecological Economics. Band 63, Nr. 1, 2007, S. 1–8. doi:10.1016/j.ecolecon.2007.03.008
- C. Böhringer: The Kyoto Protocol: A Review and Perspectives. In: Oxford Review of Economic Policy. Band 19, Nr. 3, 2003, S. 451–466. doi:10.1093/oxrep/19.3.451
- C. Böhringer, T. F. Rutherford: Carbon Abatement and International Spillovers. In: Environmental and Resource Economics. Band 22, Nr. 3, 2002, S. 391–417. doi:10.1023/A:1016032424760
- C. Böhringer: The synthesis of bottom-up and top-down in energy policy modeling. In: Energy Economics. Band 20, Nr. 3, 1998, S. 233–248. doi:10.1016/S0140-9883(97)00015-7